# 1982-es UEFA-szuperkupa
Az 1982-es UEFA-szuperkupa a nyolcadik európai labdarúgó-szuperkupa volt. 1980 után ez volt a következő megrendezett szuperkupa-döntő. 1981-ben az angol Liverpool (BEK-győztes) és a szovjet Dinamo Tbiliszi (KEK-győztes) közötti mérkőzéseket nem rendezték meg, mert a Liverpool nem talált megfelelő időpontot.
Az 1982-es döntő két mérkőzésén az 1981–1982-es bajnokcsapatok Európa-kupája-győztes Aston Villa és az 1981–1982-es kupagyőztesek Európa-kupája-győztes Barcelona játszott 1983 januárjában. Az első mérkőzést a Barcelona nyerte 1–0-ra a Camp Nou-ban, Barcelonában. A visszavágón az Aston Villa győzött 3–0-ra hosszabbítás után, így összesítésben az Aston Villa nyert 3–1-re.

## Első mérkőzés
| 1982. január 19. |

| Barcelona         | 1–0   | Aston Villa |
| ----------------- | ----- | ----------- |
| Marcos Alonso 52' | (0–0) |             |

| Camp Nou, Barcelona Nézőszám: 40 000 Játékvezető: Bruno Galler (svájci) |

| FC BARCELONA: |  |                         |     |
|               |  |                         |     |
| GK            |  | Javier Urruticoechea    |     |
| DF            |  | José Vicente Sánchez    |     |
| DF            |  | Migueli                 |     |
| DF            |  | Julio Alberto           |     |
| DF            |  | Perico Alonso           | 75' |
| MF            |  | José Ramón Alexanko     |     |
| MF            |  | Marcos Alonso           |     |
| MF            |  | Bernd Schuster          |     |
| FW            |  | Quini                   | 65' |
| FW            |  | Víctor Muñoz            |     |
| FW            |  | Francisco José Carrasco |     |
| Cserék:       |  |                         |     |
| FW            |  | Pichi Alonso            | 65' |
| DF            |  | Urbano Ortega           | 75' |
| Vezetőedző:   |  |                         |     |
| Udo Lattek    |  |                         |     |

| ASTON VILLA: |  |                 |     |
|              |  |                 |     |
| GK           |  | Nigel Spink     |     |
| DF           |  | Mark Jones      | 35' |
| DF           |  | Gary Williams   |     |
| DF           |  | Allan Evans     |     |
| DF           |  | Ken McNaught    |     |
| MF           |  | Dennis Mortimer |     |
| MF           |  | Des Bremner     |     |
| MF           |  | Gary Shaw       |     |
| MF           |  | Peter Withe     |     |
| FW           |  | Gordon Cowans   |     |
| FW           |  | Tony Morley     |     |
| Cserék:      |  |                 |     |
| DF           |  | Colin Gibson    | 86' |
| Vezetőedző:  |  |                 |     |
| Tony Barton  |  |                 |     |

## Második mérkőzés
| 1982. január 26. |

| Aston Villa                                   | 3–0 (h. u.)     | Barcelona |
| --------------------------------------------- | --------------- | --------- |
| Shaw 80' Cowans 100' (11-esből) McNaught 104' | (0–0, 1–0, 3–0) |           |

| Villa Park, Birmingham Nézőszám: 31 570 Játékvezető: Alexis Ponnet (belga) |

| ASTON VILLA: |  |               |     |                                      |
|              |  |               |     |                                      |
| GK           |  | Nigel Spink   |     |                                      |
| DF           |  | Gary Williams |     |                                      |
| DF           |  | Allan Evans   |     | sárga lap · 2. sárga lap · kiállítva |
| DF           |  | Ken McNaught  |     | Sárga lap                            |
| DF           |  | Colin Gibson  |     | Sárga lap                            |
| MF           |  | Des Bremner   |     |                                      |
| MF           |  | Andy Blair    |     |                                      |
| MF           |  | Gordon Cowans |     |                                      |
| MF           |  | Gary Shaw     | 88' |                                      |
| FW           |  | Peter Withe   |     |                                      |
| FW           |  | Tony Morley   | 76' |                                      |
| Cserék:      |  |               |     |                                      |
| MF           |  | Mark Walters  | 76' |                                      |
| FW           |  | Paul Birch    | 88' |                                      |
| Vezetőedző:  |  |               |     |                                      |
| Tony Barton  |  |               |     |                                      |

| FC BARCELONA: |  |                         |         |                                      |
|               |  |                         |         |                                      |
| GK            |  | Javier Urruticoechea    |         | Sárga lap                            |
| DF            |  | José Vicente Sánchez    |         |                                      |
| DF            |  | Migueli                 |         |                                      |
| DF            |  | José Ramón Alexanko     |         | Sárga lap                            |
| DF            |  | Julio Alberto           |         | sárga lap · 2. sárga lap · kiállítva |
| MF            |  | Perico Alonso           |         | Sárga lap                            |
| MF            |  | Bernd Schuster          |         | Sárga lap                            |
| MF            |  | Víctor Muñoz            |         |                                      |
| MF            |  | Marcos Alonso           |         | kiállítva                            |
| FW            |  | Urbano Ortega           |         | Sárga lap                            |
| FW            |  | Francisco José Carrasco | 30'     |                                      |
| Cserék:       |  |                         |         |                                      |
| FW            |  | Quini                   | 30' 55' |                                      |
| FW            |  | Manolo                  | 55'     | Sárga lap                            |
| Vezetőedző:   |  |                         |         |                                      |
| Udo Lattek    |  |                         |         |                                      |

A szuperkupát az Aston Villa nyerte  3–1-es összesítéssel.
| Az 1982-es UEFA-szuperkupa győztese |
| ----------------------------------- |
| Aston Villa FC 1. cím               |

## Lásd még
- 1981–1982-es bajnokcsapatok Európa-kupája
- 1981–1982-es kupagyőztesek Európa-kupája